# 成功争ひ
『成功争ひ』(Making a Living) は、1914年公開の短編サイレント映画。キーストン社による製作で、監督はヘンリー・レアマン。世評は低かったが、チャールズ・チャップリンの記念すべき映画初出演作としてその名を映画史に残している。

## あらすじ
洒落男の詐欺師（チャップリン）は新聞記者の仕事を得る。ちょうど、崖から車が転落するのを目撃した詐欺師は友人の新聞記者（レアマン）をライバル視して「特ダネ」を新聞社に持ち込もうと企む。詐欺師は友人に足止めを喰らわせるため、友人の恋人（ヴァージニア・カートリー）とその母（アリス・ダヴェンポート）に言い寄る。しかし、詐欺師と友人は恋人の寝室で鉢合せし、詐欺師はスコップで反撃するも友人に追いかけられる。争いは路面電車の排障器の上に移っても、まだ続くのであった。

## 背景
1913年、チャップリンはセネットが設立したキーストン社と契約する。チャップリンを見出したのはおそらくセネットではないが、1913年4月いっぱいで初期のキーストン社を支えた肥満のスターであるフレッド・メイスが去ったため、メイスが抜けた穴を早急に埋めることがキーストン社の喫緊の課題であり、フレッド・カーノー劇団の一員でアメリカを巡業中のチャップリンも、劇団の仕事に飽きつつあった。契約は7月に入って「11月1日から1年」という内容で締結する。12月に入ってからロサンゼルス入りしたチャップリンは、エンプレス・シアターでセネットとメーベル・ノーマンドと初対面し、チャップリンの若い容貌に不安を感じたセネットに対して、チャップリンは「老けることは簡単です」と返事した。
1912年設立のキーストン社は、無能な警官の一団「キーストン・コップス」が繰り広げる追いかけっこを主軸としたスラップスティック・コメディを量産していた。その量産ぶりから早くも撮影班を2つ持つこととなり、セネット直々に率いる第1班とレアマンが率いる第2班があった。セネットと面会した翌日に早くもロサンゼルス近郊イーデンデールにある撮影所に入ったチャップリンはセネットの考え方がなかなか理解できず、映画界を選んだのは失敗と考えることもあった。一方のセネットはチャップリンに映画を一から覚えてもらうために、映画デビューを1914年2月以降に設定して1月は基本的に見学に充てさせていた。
本作で論争になるのは、公開当時におけるチャップリンの評価である。チャップリンの伝記を著した映画史家のデイヴィッド・ロビンソンは『成功争ひ』について、「筋はわりあい練られていて」、「キーストン喜劇の中では手のこんだ作品のうちの一本」と評している。チャップリンは有名な「放浪者」、いわゆる「チャーリー」の扮装ではまだ登場していない。チャップリンの本作における役は洒落男で女たらしの詐欺師というもので、モノクルにどじょう髭、シルクハットにこざっぱりしたコートといういでたちである。ロビンソンは『成功争ひ』における扮装のルーツをカーノー劇団時代の役柄に似ているとする。「チャーリー」の扮装が初めて登場したのは、次作品『ヴェニスの子供自動車競走』からである。かくして完成した『成功争ひ』はキーストン喜劇の常道に沿った作品であり、チャップリンは後半で「キーストン・コップス」らとドタバタを演じている。しかし、チャップリンは『成功争ひ』を嫌っていた。
チャップリンは3日間の撮影期間、意見が言いたくて我慢ができず、思いつくギャグをあらん限りに注ぎ込んだ。ところが、完成品を見たチャップリンは愕然とする。注ぎ込んだギャグはすべて切り刻まれ、何が何やらわからないようになっていた。しかし、のちに「喜劇王」、「大家」として世界中から尊敬を受け名声と称賛を浴びるチャップリンといえども、この時は一介のキーストン社の新人映画俳優。やたらとギャグを入れてくるチャップリンを3歳年上のレアマンは許さず、周囲には「（チャップリンは）頭がおかしい」という意味のことを言っていたとチャップリンは回想している。セネットをはじめとするキーストン社の上層部はチャップリンを「期待外れの俳優と見なして落胆した」という伝説がある一方、マスコミはチャップリンの詐欺師の演技に対して早くも注目し、「第一級のコメディアン」と賞賛する新聞もあった。当のチャップリンはセネットらの落胆（伝説）、マスコミの賞賛をどのように受け止めていたかは定かではないが、ギャグを切り刻んだレアマンと早くも溝ができつつあったことは確実であった。この溝はメーベルが監督を務めた『メーベルの身替り運転』まで続く。
なお、キーストン社のカメラマンであったハンス・コーンカンプによれば、『成功争ひ』を含めたキーストン社の映画製作では社の所属カメラマンが「日によってどの映画にもついていた」と証言しており、フランク・D・ウィリアムズとエンリケ・J・ヴァレヨ以外のカメラマンも、キーストン時代のチャップリンの他作品にもかかわっていたはずであるとロビンソンは推定している。

## キャスト
- チャールズ・チャップリン：詐欺師
- ヘンリー・レアマン：新聞記者
- ヴァージニア・カートリー（英語版）：新聞記者の恋人
- アリス・ダヴェンポート（英語版）：娘の母
- チェスター・コンクリン：浮浪者・警官 (二役)
- ビリー・ギルバート：嫉妬深い夫
- エマ・クリフトン：嫉妬深い夫の妻
- チャールズ・インズリー（英語版）：編集者
- エディ・ノーラン（英語版）：アパートの階段にいる警官
- ビヴァリー・グリフィス：編集者に話しかける、座っている男
- エドガー・ケネディ（英語版）：自動車事故現場でのストライプのシャツを着た見物人
- ミンタ・ダーフィ：事故現場の女

### 日本語吹替
| 俳優                     | 日本語吹替 |
| ------------------------ | ---------- |
| チャールズ・チャップリン | 高木渉     |
| ヴァージニア・カートリー | 中司ゆう花 |
| アリス・ダヴェンポート   | 小宮和枝   |
| ヘンリー・レアマン       | 落合弘治   |
| （ナレーター）           | 羽佐間道夫 |

- 初回放送2014年10月12日スター・チャンネル[14]

この作品はサイレント映画だが、チャップリンのデビュー100周年を記念し、日本チャップリン協会監修のもと、スターチャンネルで日本語吹替が製作された。